# Felix Holt, der Radikale
Felix Holt, der Radikale ist ein Gesellschaftsroman aus dem Jahr 1866 der englischen Autorin George Eliot (Pseudonym von Mary Ann Evans). Der Roman behandelt politische Konflikte in einer kleinen englischen Stadt zur Zeit des Reformgesetzes von 1832. Im Zentrum der Handlung steht eine Wahl, bei der Harold Transome, ein lokaler Grundbesitzer, entgegen der konservativen Tradition seiner Familie aus politischen Kalkül für die "radikale Sache" antritt. Im Kontrast zum Opportunismus Transomes steht Felix Holt, ein junger Mann aus der Arbeiterklasse, der sich gegen die Korruption und Ungerechtigkeit seiner Zeit auflehnt. Ein weiterer Handlungsstrang betrifft Esther Lyon, die Stieftochter eines nonkonformistischen Geistlichen, die die wahre Erbin des Transome-Anwesens ist, ohne davon zu wissen. Sie muss sich schließlich zwischen einer gemeinsamen Zukunft mit Harold Transome oder Felix Holt entscheiden. Ihre Wahl symbolisiert den zentralen Konflikt des Romans zwischen unterschiedlichen Lebensentwürfen und sozialen Ideen.

## Inhalt

### Handlung
Die Handlung spielt in der fiktiven Gemeinde Treby in den englischen Midlands im Jahr 1832, zur Zeit des Ersten Reformgesetzes. Harold Transome, ein lokaler Grundbesitzer, ist nach einer fünfzehnjährigen Handelskarriere im Nahen Osten nach Hause zurückgekehrt und kandidiert nun für das Parlament für den Wahlkreis North Loamshire. Entgegen den konservativen Traditionen seiner Familie beabsichtigt er jedoch, als Radikaler anzutreten. Dies entfremdet ihn von seinen traditionellen Verbündeten und versetzt seine Mutter, Mrs. Transome, in Verzweiflung. Harold Transome gewinnt die Unterstützung seines konservativen Onkels, des Rektors von Little Treby, und engagiert seinen Familienanwalt, Matthew Jermyn, als Wahlkampfagenten.
Ein Großteil seines Wahlkampfs konzentriert sich auf Treby Magna. In diesem Dorf wohnt Felix Holt, der nach ausgedehnten Reisen in Glasgow kürzlich zurückgekehrt ist, um bei seiner Mutter zu leben. Er trifft sich mit Rev. Rufus Lyon, einem nonkonformistischen Geistlichen in Treby Magna, und seiner Stieftochter Esther. Felix und Mr. Lyon werden schnell Freunde, aber er scheint Esther mit Herablassung zu behandeln. Sowohl Felix als auch Rev. Lyon sind der radikalen Sache zugeneigt.
Harold Transome erfährt, dass Jermyn das Transome-Anwesen misswirtschaftlich geführt und Geld für sich selbst unterschlagen hat. Transome schweigt während der Wahl, doch Jermyn versucht, einen Plan zu entwickeln, um sich vor zukünftiger Strafverfolgung zu schützen. Inzwischen beobachtet Felix in der nahe gelegenen Bergbaustadt Sproxton Wahlkampfaktivitäten für die radikale Sache. Er ist verärgert über die "Bewirtung" der Arbeiter mit Bier im Austausch für ihre lautstarke Unterstützung. Felix teilt seine Bedenken Harold Transome mit, der John Johnson für seine Wahlkampfmethoden tadelt. Jermyn überzeugt Transome jedoch, nicht einzugreifen.
Rev. Lyon erfährt von Maurice Christian, dem Diener des konservativen Kandidaten Philip Debarry, über die mögliche Identität von Esthers biologischem Vater und beschließt, Esther die Wahrheit über ihren Vater zu erzählen. Esthers Lebenseinstellung ändert sich, als sie erfährt, dass sie tatsächlich Rev. Lyons Stieftochter ist. Ihre Beziehung zu ihrem Stiefvater vertieft sich, während sie auch danach strebt, die hohen moralischen Standards zu erfüllen, die ihr Felix Holt vermittelt hat. Als Felix Holt die Veränderung in Esthers Charakter sieht, beginnt er, sich in sie zu verlieben. Beide teilen jedoch das Gefühl, dass sie dazu bestimmt sind, einander nie zu heiraten. Inzwischen fordert Rev. Lyon Rev. Augustus Debarry zu einer theologischen Debatte heraus. Die Debatte wird zunächst vereinbart, aber in letzter Minute abgesagt.
Am Wahltag brechen in Treby Magna Ausschreitungen aus. Betrunkene Bergarbeiter aus Sproxton greifen Stadtbewohner an und zerstören mutwillig Eigentum. Felix Holt wird in die Unruhen verwickelt und versucht, die Bergarbeiter von der Stadt wegzulenken. Am Ende wird Felix Holt jedoch des Totschlags an einem Polizisten angeklagt, der versuchte, die Unruhen zu beenden. Harold Transome verliert die Wahl gegen Debarry.
Harold Transome leitet rechtliche Schritte gegen Jermyn wegen dessen Misswirtschaft auf dem Transome-Anwesen ein. Jermyn kontert, indem er droht, den wahren Eigentümer des Transome-Anwesens öffentlich zu machen. Maurice Christian informiert jedoch die Transomes, dass die wahre Eigentümerin des Anwesens tatsächlich Esther Lyon ist. Harold Transome lädt sie auf das Transome-Anwesen ein und hofft, sie zur Heirat überreden zu können. Harold und Esther entwickeln eine gute Beziehung, und Esther wird auch mitfühlender gegenüber Mrs. Transome, deren Verzweiflung sich weiter vertieft hat. Esther fühlt sich hin- und hergerissen zwischen Harold Transome und Felix Holt. Sie vergleicht ein Leben in komfortablem Wohlstand mit Harold Transome mit einem Leben persönlichen Wachstums in Armut mit Felix Holt. Inzwischen bürgen bei Felix Holts Prozess Rev. Lyon, Harold Transome und Esther Lyon alle für seinen Charakter, aber er wird dennoch des Totschlags für schuldig befunden. Harold Transome und die Debarrys bemühen sich, für Felix Holt eine Begnadigung zu erwirken.
Harold Transome macht Esther Lyon einen Heiratsantrag, mit der eifrigen Unterstützung von Mrs. Transome. Aber trotz Esthers Gefühlen für Harold und Mrs. Transome lehnt sie den Antrag ab. In einer Auseinandersetzung zwischen Jermyn und Harold Transome wird enthüllt, dass Jermyn Harold Transomes Vater ist. Harold hält sich für die Ehe mit Esther nicht mehr geeignet. Esther verzichtet auch auf ihren Anspruch auf das Transome-Anwesen. Felix Holt und Esther Lyon heiraten und ziehen zusammen mit Rev. Lyon aus Treby weg. Matthew Jermyn wird schließlich ruiniert und zieht ins Ausland. Die Debarrys bleiben Freunde der Transomes, und über die Vergangenheit wird nie gesprochen.

### Figuren
- Felix Holt: Ein idealistischer junger Mann aus der Arbeiterklasse, der als Uhrmacher arbeitet und gegen soziale Ungerechtigkeit kämpft
- Harold Transome: Ein wohlhabender Grundbesitzer, der nach langer Abwesenheit in seine Heimat zurückkehrt und dort für seinen Wahlkreis bei den Parlamentswahlen als Radikaler kandidiert
- Esther Lyon: Die gebildete Stieftochter eines Geistlichen, die zur Erbin eines großen Anwesens wird und zwischen zwei Verehrern steht.
- Rev. Rufus Lyon: Ein nonkonformistischer Geistlicher und Esthers Stiefvater, der sich mit Felix Holt anfreundet.
- Matthew Jermyn: Der Anwalt der Familie Transome und Harolds leiblicher Vater, der dunkle Geheimnisse birgt.
- Mrs. Transome: Harolds Mutter, die das Familienanwesen verwaltet und eine komplizierte Vergangenheit hat.
- Maurice Christian: Ein undurchsichtiger Diener, der wichtige Informationen über Esthers Herkunft und das Transome-Anwesen besitzt.
- John Johnson: Ein Wahlkampfagent, dessen fragwürdige Methoden zu einem Aufruhr führen.
- Thomas Trounsem: Ein verarmter Verwandter der Transomes, dessen Tod Esthers Erbschaft auslöst.
- Sir Maximus Debarry: Ein konservativer Baronet und Nachbar der Transomes, der eine wichtige Rolle bei Felix' Begnadigung spielt.
- Rev. Augustus Debarry: Ein Geistlicher und Bruder von Sir Maximus Debarry.

- Philip Debarry: Ein konservativer Politiker, der die Wahl gewinnt und Felix' Begnadigung vermittelt.

## Themen und Motive

### Ethischer Radikalismus vs Politischer Aktivismus
Der vermeintliche Radikalismus des Protagonisten Felix Holt wurde von der Literaturkritik unterschiedlich interpretiert. Während Felix als politischer Radikaler präsentiert wird, argumentieren einige Kritiker, dass sein Radikalismus stark eingeschränkt sei. Seine Position ist weniger durch politischen Aktivismus als durch moralische Überzeugungen gekennzeichnet. George Jacob Holyoake bezeichnete ihn als "The Chartist of Positivism without a throb of indignation at political subjection (Der positivistische Chartist ohne einen Hauch von Empörung über politische Unterdrückung)"
Felix' Radikalismus manifestiert sich nicht in revolutionärem Eifer, sondern in seiner bewussten Entscheidung, trotz einer Möglichkeit des sozialen Aufstiegs durch Bildung Teil der Arbeiterklasse zu bleiben. "I mean to stick to the class I belong to", erklärt er früh im Roman, und bekräftigt später: "I'd rather have the minimum effect, if it's of the sort I care for, than the maximum of effect I don't care for. (Ich habe vor, bei der Klasse zu bleiben, der ich angehöre [...] Ich hätte lieber den minimalen Effekt, wenn er von der Art ist, die mir wichtig ist, als den maximalen Effekt, der mir egal ist)" (144, ch.5.). Diese Haltung steht im Gegensatz zum typischen Aufstiegsmuster vieler Protagonisten in Industrieromanen.
Felix Holts politisches Denken weist bemerkenswerte Ähnlichkeiten mit Samuel Bamfords "Passages in the Life of a Radical" (1839–41) auf, ein Werk, das Eliot während ihrer Recherchen für den Roman ausführlich konsultierte. Bamfords Ablehnung von Aufständen und physischer Gewalt, sein Konstitutionalismus und sein Beharren auf Legalität finden in Felix Holt deutliche Entsprechungen.

### Klassenbewusstsein und soziale Kritik
Der Roman portraitiert drei politische Gruppierungen: die lokalen Torys unter der Führung der aristokratischen Debarrys, die liberalen Radikalen um Harold Transome und die Arbeiter von Sproxton Hamlet. Eliot zeigt dabei eine kritische, teils ablehnende Haltung gegenüber allen politischen Lagern – vom Adel über das Bürgertum bis zu den Arbeitern werden alle Klassen als korrumpiert oder töricht dargestellt.
Felix nimmt als Arbeiter-Intellektueller eine Sonderrolle ein. Anders als die häufig weniger selbstreflektierenden Protagonisten des industriellen Gesellschaftsromans hat er seine Ideale durch bewusste Auseinandersetzung entwickel. Er lehnt soziale Mobilität auf individueller Ebene ab und argumentiert für kollektiven Fortschritt: "That's how the working men are left to foolish devices and keep worsening themselves; the best heads among them forsake their born comrades (Daher werden die Arbeiter zu dummen Handlungen getrieben und verschlechtern ihre Situation ständig; die klügsten unter ihnen verlassen ihre ursprünglichen Gefährten)" (557, ch. 45).

### Bildung als Voraussetzung für politische Mündigkeit
Felix ist skeptisch gegenüber parlamentarischen Reformen und befürchtet, dass selbst das allgemeine Wahlrecht nur zu einer fortgesetzten Dominanz der herrschenden Klasse führen könnte. Diese Befürchtung speist sich aus seiner Beobachtung der Manipulation des Wahlsystems durch die Oberschicht und der Tatsache, dass bloße Änderungen des Wahlrechts die zugrundeliegenden Machtstrukturen nicht notwendigerweise verändern.
Felix betont daher die Notwendigkeit von Bildung vor politischer Macht. Seine Position basiert auf der Überzeugung, dass die Arbeiterklasse erst durch ausreichende Bildung in der Lage sein wird, ihre politische Macht effektiv und unabhängig auszuüben, anstatt von anderen Klassen instrumentalisiert zu werden. Dies zeigt sich besonders in der Szene, in der Arbeiter aus Sproxton für politische Zwecke mit Alkohol bestochen werden – ein Beispiel für die Manipulation ungebildeter Wähler, die Felix verhindern möchte.
Diese Haltung wurde von einigen Kritikern als politisch konservativ oder sogar "apolitisch" interpretiert. Felix' Überzeugung, dass die Arbeiterklasse erst durch ausreichende Bildung auf politische Macht vorbereitet werden müsse, verlagert den Fokus von unmittelbaren politischen Aktionen auf eine langfristige moralische Reformation der Gesellschaft. Felix sieht Macht hauptsächlich in der öffentlichen Meinung und schlägt einen Aufschub der Erweiterung des Wahlrechts auf die Arbeiterklasse zugunsten einer moralischen Erneuerung der Gesellschaft vor – ein Ansatz, der weniger politisch als ethisch motiviert ist.
Seine Perspektive konzentriert sich von Anfang an auf langfristige, relativ lokale Verbesserungsarbeit anstatt auf revolutionäre Umwälzungen. Felix spricht selten über Streiks oder Gewerkschaften und versucht sogar, den einzigen Aufruhr, in den er verwickelt ist, zu beenden. Sein Ansatz basiert auf der Überzeugung, dass nachhaltige gesellschaftliche Veränderung nur durch die Hebung des Bildungsniveaus und des kritischen Bewusstseins der Arbeiterklasse erreicht werden kann.
Obwohl Eliots Lösung – die Beeinflussung der öffentlichen Meinung anstelle unmittelbarer politischer Reformen – als naiv erscheinen mag, erweist sich ihre Behauptung, dass eine rein elektorale Reform die reale Macht nicht zu den Arbeitern verschieben wird, im Lichte der nachfolgenden Geschichte als prophetisch. Ihre Aufmerksamkeit für die Bedingungen eines wirksamen Einflusses einer unabhängigen Arbeiterklasse stellt einen Fortschritt gegenüber der Tradition des Industrieromans dar, der die Lösung sozialer Probleme oft in einer Rückkehr zu einer Form des Paternalismus sieht.

### Säkulare Hingabe und Transzendenz des individuellen Lebens
Ein zentrales Motiv in "Felix Holt" ist die Idee der weltlichen Hingabe und der Überwindung individueller Interessen zugunsten eines größeren gesellschaftlichen Ganzen. Felix verkörpert diese säkulare Form der Hingabe in seinem selbstgewählten Engagement für die Bildung der Arbeiterklasse. Felix versteht seine persönliche Aufopferung als Teil einer breiteren historischen und sozialen Entwicklung. Dieses Thema – die Hingabe an etwas Größeres als das eigene Selbst – findet sich auch in Eliots späterem Roman Daniel Deronda wieder.
Diese transzendente Dimension wird in der Ehe zwischen Felix und Esther konkretisiert. Ihre Verbindung legitimiert eine Hingabe an den Fortschritt der Arbeiterklasse und verdeutlicht, wie persönliche Beziehungen und gesellschaftliches Engagement miteinander verwoben sein können. Demgegenüber bleibt jedoch Felix' konkretes berufliches Wirken vergleichsweise vage: Er reinigt Uhren, unterrichtet einige Jungen und führt Gespräche mit lokalen Arbeitern, formuliert jedoch nie eine realisierbare soziale Vision oder einen konkreten Aktionsplan.

### Häuslichkeit als Berufung
Die Romanstruktur deutet darauf hin, dass besonders das häusliche Leben mehr als nur eine Nebenrolle im Konflikt zwischen individuellen Anliegen und Gemeinwohl spielt. Dies wird besonders in der Darstellung von Rufus Lyon deutlich, dessen berufliche Berufung als Dissenter-Prediger durch seine Entscheidung, ein Zuhause für eine französische Katholikin und ihre Tochter zu schaffen, in den Hintergrund tritt. Durch den Aufbau eines Ersatz-Haushalts für diese praktisch Fremden findet Lyon eine höhere Berufung, die durch ein unerwartetes Zusammentreffen von Leidenschaft und Selbstaufopferung gekennzeichnet ist.
In der viktorianischen Kultur finden sich zahlreiche Darstellungen der Haushaltsführung als spirituell inspirierte Berufung. Die Häuslichkeit wird nicht als Freizeitbeschäftigung oder als Gegensatz zur industriellen Produktion gesehen; das Heim ist kein Gegenmittel zum kapitalistischen Arbeitsplatz oder ein Ort des materiellen Konsums, sondern im Sinne des 19. Jahrhunderts ein Beruf mit Berufungscharakter.

### Die Legitimierung durch Opferbereitschaft
Die häusliche Erzähllinie von Romantik, Ehe und Heim ist entscheidend, um zu zeigen, dass Felix' politisches Engagement auf mehr hinausläuft als einen missglückten Versuch, einen Aufruhr zu stoppen. Sein größter Beitrag zur Verwirklichung seiner Ideale ist die Wirkung, die er auf Esther hat – der einzige verfügbare Beweis für Felix' Arbeit. Esther legitimiert Felix' Berufung nicht nur buchstäblich, indem sie ihn bei seinem Prozess verteidigt, sondern auch, indem sie ihm ihre eigene psychologische Charakterentwicklung zuschreibt.
Am Höhepunkt des Romans steht Esther vor einer Wahl: entweder Harold Transome zu heiraten und ihre Rechte am Transome-Anwesen anzunehmen oder auf ihre Ansprüche zu verzichten und auf ein Leben an der Seite des selbstlosen und damit moralisch überlegenen Felix zu hoffen. Aus praktischer Sicht hätte ihr die Position als Herrin des Transome-Anwesens und Erbin des Familienvermögens sicherlich ein praktisches Mittel geboten, viel Gutes zu tun – die Möglichkeit einer Karriere in der Philanthropie. Was Esthers Entscheidung moralisch rechtfertigt, ist nicht primär die Aussicht auf konkrete wohltätige Ergebnisse, sondern – ähnlich wie bei Felix – ihre Opferbereitschaft an sich. Ihr Verzicht auf materiellen Wohlstand symbolisiert mehr als nur persönliche Entsagung; er steht für die bewusste Hinwendung zu einem bescheideneren, aber authentischeren und gesellschaftlich bedeutsameren Lebensweg.

### Protestantische Werte und Geschlechterrollen
Felix verkörpert im Roman eine weltliche Variante protestantischer Tugenden. Seine Aussage, er dürfe nicht damit rechnen, die Früchte seiner speziellen Arbeit zu erleben, da er sich dort, "wo großes nicht geschehen kann", um "sehr kleine Dinge kümmere, die nie über einige Dachkammern und Werkstätten hinaus bekannt werden" (p.557) Where great things can't happen, I care for very small things, such as will never be known beyond a few garrets and workshops" (557). illustriert diese Haltung. Cohen interpretiert diese Wertschätzung des Alltäglichen und Unscheinbaren als Ausdruck eines säkularisierten protestantischen Arbeitsverständnisses, das professionelles Engagement mit häuslicher Sorgfalt verbindet.
Der Roman relativiert die Bedeutung traditioneller Geschlechterrollen, obwohl diese in viktorianischen Erzählungen über häusliches Leben typischerweise zentral sind. Durch seine Betonung protestantischer Werte rückt "Felix Holt" stattdessen die moralische Berufung in den Vordergrund. Zwar thematisiert der Text durchaus Geschlechterunterschiede, behandelt diese jedoch als oberflächliche Kategorien, die von der eigentlichen Berufung ablenken. Cohen analysiert dies anhand eines aufschlussreichen Dialogs zwischen Felix und Esther: Als Felix behauptet, Frauen würden selten freiwillig Entbehrungen wählen, kontert Esther geschickt, dass Frauen ohnehin nur zwischen verschiedenen "geringeren Dingen" wählen könnten. Mit dieser rhetorischen Wendung überführt sie Felix' vermeintlich geschlechtsspezifische Argumentation in eine universelle Diskussion über Berufung und Hingabe. Der Roman entkräftet so die Geschlechterdifferenz und deutet an, dass wahre Berufung jenseits solcher Kategorien liegt.

## Historischer Hintergrund
Inhaltlich stützt sich der Roman auf umfangreiche Recherchen Eliots zur Arbeiterbewegung im frühen 19. Jahrhundert. In ihrem Tagebuch vermerkte sie etwa, während des Schreibprozesses Passagen aus Samuel Bamfords Passages in the Life of a Radical (1839–41) gelesen zu haben. Bamfords gemäßigter Radikalismus – seine Ablehnung von Gewalt, sein Eintreten für gesetzliche Reformen, Bildung und moralische Selbstverbesserung – spiegelt sich deutlich in der Figur des Felix Holt wider.
Auch Einflüsse zeitgenössischer politischer Theorien sind in Felix Holt erkennbar. Eliots Freund Frederic Harrison, ein Vertreter des angewandten Comtismus, vertrat die Ansicht, dass politische Verbesserungen in erster Linie durch moralische und geistige Erziehung der Arbeiterklasse zu erreichen seien. Zwar übernimmt Eliot nicht uneingeschränkt Harrisons positive Haltung gegenüber der Sozialwissenschaft und vertritt eine durchaus skeptische Sicht auf die Intellektuellen ihrer Zeit, doch ist eine gewisse Nähe zu seinem paternalistischen Ideal gesellschaftlicher Reformen spürbar.
Eine besondere Nachwirkung fand die Hauptfigur Felix Holt in dem später veröffentlichten Text Address to Working Men, by Felix Holt, der in einer konservativen Zeitschrift ohne eindeutige Autorschaft erschien. Der fiktive Aufruf legt den Schwerpunkt auf kulturelle und ethische Bildung als Voraussetzung für eine verantwortungsvolle politische Teilhabe – ein Gedanke, der den bürgerlichen Lesern entgegenkam. Zugleich enthält der Text implizit eine Botschaft, die Solidarität unter Arbeitern und das Recht auf Widerstand gegen Ausbeutung betont.

## Stellung in der Literaturgeschichte
Die Stellung von Felix Holt, der Radikale in der Literaturgeschichte ist Gegenstand unterschiedlicher Interpretationen, wobei das Werk sowohl als Gesellschaftsroman, als Tragödie, als auch als Romanze betrachtet wird.

### Felix Holt als Gesellschaftsroman
Obwohl der Titel "Felix Holt, der Radikale" eine politische Ausrichtung nahelegt, argumentieren Literaturkritiker, dass das Werk nicht primär als politischer Roman im klassischen Sinne verstanden werden sollte. Im Gegensatz zu Autoren wie Disraeli, Trollope oder Gaskell, die politische Ideologien verbreiteten oder soziale Missstände anprangerten, fokussiert sich Eliot weniger auf parteipolitische Auseinandersetzungen oder die detaillierte Darstellung von Elend und Ausbeutung. Stattdessen rückt sie die individuellen Schicksale und moralischen Konflikte ihrer Figuren in den Vordergrund. Die politischen Ereignisse, insbesondere der Wahlkampf, verlieren im weiteren Verlauf der Handlung an Bedeutung, während die persönliche Tragödie der Protagonisten in den Mittelpunkt rückt.
Stattdessen wird "Felix Holt" häufig dem Genre des "Industriellen Romans", einer Unterkategorie des Gesellschaftsromans zugeordnet, einer literarischen Strömung, die sich in der Mitte des 19. Jahrhunderts mit den sozialen und politischen Auswirkungen der Industrialisierung auseinandersetzte. Kritiker weisen jedoch darauf hin, dass industrielle Romane im Allgemeinen dazu neigten, die Bedeutung von Klassenkämpfen zu relativieren und eine harmonische Koexistenz der Klassen anzustreben, die auf paternalistischen Strukturen basiert. Diese Romane stellten oft radikale Arbeiterbewegungen als gescheitert dar, kritisierten die parlamentarische Politik als ineffektiv und hofften auf eine moralische Erneuerung der herrschenden Klasse und der Arbeiterklasse, um eine erneuerte Form von Klassenzusammenarbeit zu ermöglichen.
Ein wichtiges Merkmal traditioneller industrieller Romane ist die Darstellung einer Klassenversöhnung, oft durch die Integration von Figuren der Arbeiterklasse in die herrschende Klasse oder durch eine moralische Erneuerung der Aristokratie. In "Felix Holt" findet diese Versöhnung jedoch nicht statt. Die Verkürzung der Haftstrafe von Felix durch das Eingreifen des Adels bewirkt keine tiefgreifende Veränderung der Klassenverhältnisse.
Eliot bricht also mit den Konventionen, indem sie Felix Holt als überzeugten Radikalen darstellt, der seinen Prinzipien treu bleibt und sich nicht in das bestehende System integriert. Auch die Klassenunterschiede bleiben bestehen. Am Ende des Romans heiraten Esther und Felix und ziehen weg. Die Verwaltung des Transome Anwesen wird nicht weiter thematisiert. Das zeigt die Irrelevanz des Adels für die soziale Entwicklung, die Eliot aufzeigen möchte.

### Felix Holt als Tragödie
Kurz vor der Arbeit an Felix Holt beschäftigte sich George Eliot intensiv mit poetischem Drama, was sich in Tonfall, Struktur und Figurenzeichnung des Romans widerspiegelt. Besonders deutlich wird der Einfluss des griechischen Dramas in der Art, wie persönliche Konflikte ins Zentrum rücken. Die politische Handlungsebene dient dabei eher als Rahmen, um diese inneren und familiären Spannungen hervorzuheben, als dass sie selbst zum narrativen Kern gehört. Einige Literaturwissenschaftler, wie etwa George R. Thomson, vertreten die These, Eliot habe ursprünglich das tragische Schicksal von Mrs. Transome und ihres Sohnes Harold als zentrales Motiv konzipiert und die zeitgenössischen politischen Elemente erst später integriert.
Der tragische Charakter des Romans wurde vielfach diskutiert. Während Mrs. Transomes Vergangenheit und deren Auswirkungen auf Harold Züge einer klassischen Nemesis-Konstellation aufweisen, fällt es schwer, Harold selbst als tragische Figur zu lesen – seine berechnende Werbung um Esther erinnert eher an eine komödiantische Darstellung.

### Felix Holt als Romanze
Neben seiner Analyse als Gesellschaftsroman und Tragödie kann "Felix Holt" auch als Romanze betrachtet werden. Der Roman bedient sich typischer Motive dieses Genres, wie dem Konflikt zwischen einem reichen, aber moralisch fragwürdigen Verehrer und einem armen, aber ehrlichen Helden. Die Heldin, Esther, durchläuft eine moralische Entwicklung und verzichtet auf ihr geerbtes Vermögen, um Felix zu unterstützen. Sie rettet ihn vor einer harten Strafe, indem sie vor Gericht für ihn aussagt und so ihrem biblischen Vorbild, Esther, gerecht wird.

## Film-, TV- oder Theateradaptionen
- 1915 wurde ein schwarz-weißer Stummfilm namens "Felix Holt" gedreht.[7]
- Die BBC Radio produzierte 2007 eine dreiteilige Adaption von "Felix Holt", geschrieben von Michael Eaton.[8]

## Rezeption
Nach dem fehlenden Erfolg mit "Romola" kehrte George Eliot für "Felix Holt, der Radikale" zur vertrauteren englischen Provinzumgebung zurück und nahm ihre Veröffentlichungsbeziehung mit Blackwood's Magazine wieder auf. Sowohl George Henry Lewes als auch John Blackwood waren Berichten zufolge begeistert von der Aussicht auf einen Roman, der aktuelle Angelegenheiten behandelte. Bei der Veröffentlichung der Geschichte wurde jedoch Kritik an ihrem weniger als substanziellen Fokus auf Politik geübt.
Die Rezeption von Felix Holt, der Radikale war und ist bis heute gemischt. Kritiker die vor allem Eliots Beobachtungsgabe für Charaktere und Schauplätze schätzten, betrachten den Roman als eines ihrer geringeren Werke. Auch Kritiker, die sich für die literarische Darstellung von Klassenkonflikten interessieren, werfen dem Roman vor, diese Themen zu oberflächlich zu behandeln oder zu verzerren.
Edwin Bowen, ein Vertreter des ersten Lagers, war der Meinung, dass der Roman den Beginn von George Eliots "Periode des Niedergangs" markiere. Er bemängelte das Fehlen des "Zaubers, der Verzauberung, des idyllischen Charmes", die Eliots frühere Werke wie "Adam Bede" und "Silas Marner" ausgezeichnet hätten. Zudem kritisierte er, dass die vermittelte Botschaft nicht von "glühendem Eifer und brennender Eloquenz" getragen sei und dass Eliots "ungeschickter Prophet der sozialen Reform" es versäumt habe, die Welt zu verbessern.
Die Sozialkritiker hingegen bemängeln, dass Felix Holt in der Darstellung zu einer bloßen 'Marionette' für George Eliots Befürchtungen bezüglich radikaler Massenbewegungen reduziert werde. Sie kritisieren, dass der Roman die potenziell bedrohliche öffentliche Sphäre des Klassenkampfes und politischer Gewalt durch eine konventionelle, auf häusliche Themen zentrierte Handlung mit weiblicher Hauptfigur verdrängt habe.
Im Gegensatz zu dieser kritischen Haltung betont Hobson, dass 'Felix Holt, der Radikale' in der Literaturkritik zu Unrecht unterschätzt wird. Er würdigt insbesondere Eliots visionäre Darstellung des 'Arbeiterpioniers' als eine wegweisende literarische Figur, die das Bewusstsein für die langfristige Bedeutung des Engagements in der Arbeiterbewegung schärft.